# Římskokatolická farnost Jestřebí
Římskokatolická farnost Jestřebí (německy Habstein) je církevní správní jednotka sdružující římské katolíky na území obce Jestřebí a v jejím okolí. Organizačně spadá do českolipského vikariátu, který je jedním z 10 vikariátů litoměřické diecéze. Centrem farnosti je kostel svatého Ondřeje, apoštola v Jestřebí. Duchovním správcem zde byl do † 9. 10. 2020 R.D. Ing. Josef Rousek.

## Historie farnosti
Farnost v Jestřebí se poprvé připomíná v roce 1356 v Registra decimarum papalinum (Rejstřík papežských desátků). Původní farní kostel neznámého patrocinia stál na skalní terase pod hradem Jestřebí, dodnes se z něj zachovala pouze věž - zvonice.
V 17. století obec Jestřebí vyhořela včetně kostela. Jako náhrada za něj byla na návsi vybudována dřevěná kaple, do které docházeli bohoslužby sloužit kaplani z nedaleké farnosti Pavlovice. Nový kostel byl vystavěn až ve 2. polovici 18. století. Umístěn byl na okraji obce při cestě na Doksy. Slavnost svěcení nového klasicistního kostela, zasvěceného sv. Ondřeji se konalo 30. listopadu 1781. Světitelem kostela byl arciděkan z Horní Police, P. Wenzel Hocke a prvním farářem byl instalován P. Florian Knobloch. Na kostele, přesto, že již byl vysvěcen, pokračovaly dokončovací práce. Tehdy kostel vymaloval známý jezuitský malíř Josef Kramolín.
Při generální rekonstrukci kostela koncem 80. let byly Kramolínovy malby zakonzervovány a zabíleny s výjimkou maleb v presbytáři a maleb na stropě kostelní lodi. Dále byla v bočním přístavku zřízena zimní kaple a v podkruchtí byla zbudována zděná vnitřní předsíňka. V roce 2012 bylo renovováno průčelí kostela. V roce 2018 došlo k rozsáhlé rekonstrukci střech a fasád na faře, která budově vrátila předpokládaný původní vzhled z konce 18. století.

### Současné farní aktivity

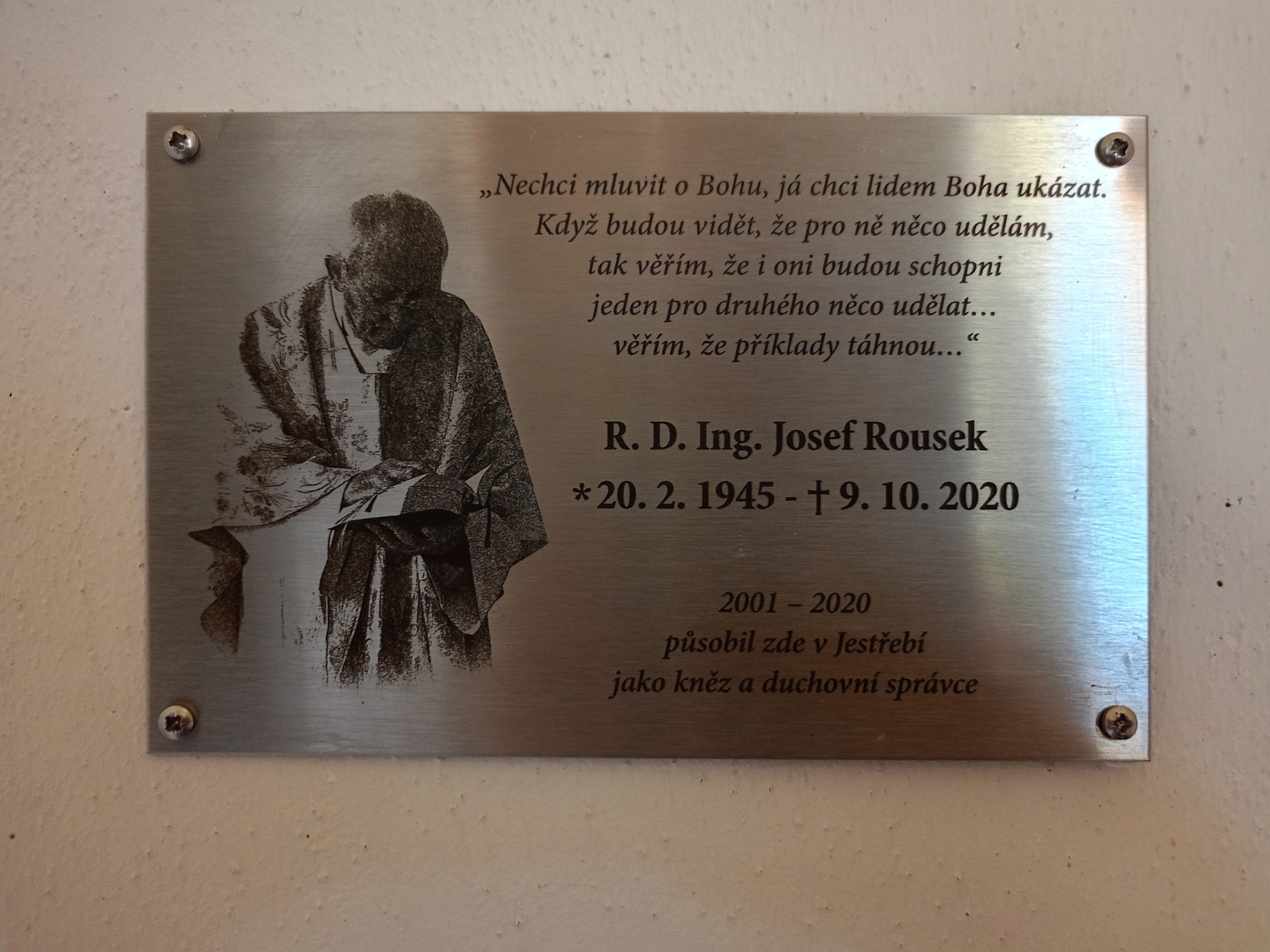
Pamětní destička R.D. Ing. Josefa Rouska, místního dlouholetého duchovního správce. Nachází se v kostelní předsíni.

V 90. letech 20. století vycházel periodicky farní časopis, jeho vydávání bylo obnoveno z iniciativy tehdejšího duchovního správce, R.D. Ing. Josefa Rouska, formou občasníku v roce 2009. Šlo spíše o dopis, psaný farníkům při příležitosti nějakého církevního svátku. V závěru dopisu bývaly připojeny informace o nadcházejících událostech (bohoslužby mimo pravidelný pořad, ohlášení sbírek atd.). Vydávání občasníku ustalo v roce 2013. Ve farnosti několikrát proběhly letní tábory Malá Antiochia, organizované farností Jalubí v olomoucké arcidiecézi. 13. května 2011 proběhla ve farnosti návštěva diecézního biskupa, Mons. Jana Baxanta. Jednalo se o první biskupskou návštěvu po mnoha letech.
Po úmrtí R.D. Ing. Josefa Rouska na podzim roku 2020 nebyl do farnosti již ustanoven sídelní kněz. V sobotu 9. října 2021, u příležitosti prvého výročí jeho úmrtí byla v jestřebském kostele sloužena výroční zádušní Mše svatá, jejímž hlavním celebrantem byl Mons. Mgr. Pavel Rousek, rodný bratr zemřelého kněze. S ním spolusloužil českolipský okrskový vikář, kanovník Rudolf Repka a několik kněží z okolí. V závěru této bohoslužby byla R.D. Josefu Rouskovi v předsíni kostela odhalena a požehnána pamětní destička, připomínající jeho bezmála dvacetileté působení zde.
Po úmrtí posledního sídelního duchovního správce byl rovněž redukován počet bohoslužeb ve farním kostele, které se začaly konat již pouze jednou měsíčně, přičemž se nepravidelně střídá Mše svatá s knězem, a bohoslužba slova, kterou vede jáhen. Fara byla pronajata na soukromé bydlení.

### Duchovní správcové vedoucí farnost
Začátek působnosti jmenovaného v duchovní správě farnosti od:
- 1360 Joannes
- 1363 Ctibor
- 1377 Michaël
- Hanko
- 1385 Joannes, † 1391
- 1391 Jacobus
- 1403 Kuneš
- 1405 Petrus
- 1407 Henricus
- 1411 Joannes
- 1414 Nicolaus z Kruhu
- Thoma
- 1415 Petrus
- 1417 Nicolaus z Rejšic, † 1418
- 1418 Joannes
- 1626 Mathias Haimann
  - (v letech 1646-1786 spadalo Jestřebí pod farnost Pavlovice)
- 1670 Tobias Lumpe
- 1786 Florian Knobloch, † 2. 2. 1799
- 1800 Raym. Kriesche, n. 3. 8. 1753 Leipa, o. 14. 6. 1778, † 19. 8. 1837
- 1808 par. vacat
- 1809 Ignat. Schaefer, † 22. 1. 1814, par. Bořejov
- 1814 Jos. Oppelt, n. 22. 6. 1764 Niederliebichens, o. 22. 10. 1796, † 19. 2. 1837
- 1815 Jos. Ressel, † 27. 6. 1820
- 1819 Cornel. Hütter, n. 13. 7. 1775 Sonnenbergens., o. 12. 1802, † 20. 5. 1844
- 1845 Jos. Bude, n. 8. 11. 1796 Litnic. o. 24. 8. 1819, † 3. 1. 1852
- 1853 Jos. Cžerny, n. 2. 4. 1805 Choruschic., o. 4. 8. 1830, † 28. 7. 1882
- 1854 chybí katalog
- 1855 Paul. Ehrlich, n. 26. 6. 1796 Holtschic. o. 24. 8. 1822, † 15. 9. 1871
- 1872 par. vacat, admin. int. Alois. Willomitzer
- 1873 Guilielm Ullrich, n. 12. 8. 1824 Liebenau, o. 4. 7. 1848, † 12. 9. 1887
- 1887 Friedr. Hahnel, n. 2. 3. 1860 Gartic. o. 3. 6. 1883, † 21. 7. 1915
- 1916 Jos. Melzer, n. 30. 12. 1881 Wotsch, o. 14. 7. 1907, † 25. 6. 1932
- 1923 Carol. Mühlstein, n. 14. 6. 1885 Annaberg (G), o. 16. 7. 1911, † 8. 3. 1941
- 1. 8. 1941 Ferdinand Klinger, farář, n. 30. 5. 1910 Neu- Ehrenberg, o. 28. 6. 1936, (Arbesthal bei Bruck a.d. Leitha), † 16. 3. 1999
- 1. 3. 1951 František Polášek
- 1. 11. 1951 Antonín Němeček
- 15. 12. 1951 František Procházka
- 15. 3. 1954 Leo Kašný, později odešel sloužit na severní Moravu, odkud pocházel, † 10. 5. 1988
  - Jaroslav Huslík, kaplan
- 1. 10. 1958 Josef Červenka, administrátor, okrskový vikář českolipského vikariátu
- 1. 8. 1989 Václav Tschulík SDB, administrátor
- 15. 7. 1990 Jaroslav Macoun, farář
- 2000 Andrej Bakoň, administrátor
- 2001 Josef Rousek, administrátor, srpen-prosinec 2013 ze zdravotních důvodů po autonehodě pouze in spiritualibus
  - srpen-prosinec 2013 Stanislav Přibyl, admin. exc. in materialibus
- 2. 1. 2014 Josef Rousek, administrátor; od 1. 1. 2019 farář, † 9. 10. 2020
- 12. 10. 2020 Rudolf Repka, admin. exc. ze Cvikova; od 1. 8. 2022 admin. exc. in spiritualibus ze Cvikova
  - 1. 8. 2022 Milan Mordačík, trvalý jáhen, admin. exc. in materialibus z Dubé[1]

Kromě kněží stojících v čele farnosti, působili ve farnosti v průběhu její historie i jiní kněží. Většinou pracovali jako farní vikáři, kaplani, katecheté, výpomocní duchovní aj.

## Území farnosti
Do farnosti náleží území těchto obcí:
- Jestřebí (Habstein) s farním kostelem sv. Ondřeje
- Provodín (Mickenhan) se hřbitovní kaplí sv. Prokopa
- Srní u České Lípy (Karsch)
- Újezd (Ugest) s kaplí Panny Marie

## Římskokatolické sakrální stavby na území farnosti
| | Fotografie | Stavba                    | Místo    | Bohoslužby                      | Zeměpisné souřadnice             | Status          | Číslo kulturní památky           |
| Kostel | Kostel     | Kostel                    | Kostel   | Kostel                          | Kostel                           | Kostel          | Kostel                           |
| --- | ---------- | ------------------------- | -------- | ------------------------------- | -------------------------------- | --------------- | -------------------------------- |
| 1. |            | Kostel sv. Ondřeje        | Jestřebí | bližší informace o bohoslužbách | 50°36′30″ s. š., 14°35′2″ v. d.  | farní kostel    | 17883/5-3025 (Pk•MIS•Sez•Obr•WD) |
| Kaple |            |                           |          |                                 |                                  |                 |                                  |
| 2. |            | Kaple sv. Prokopa         | Provodín | bližší informace o bohoslužbách | 50°37′30″ s. š., 14°35′45″ v. d. | hřbitovní kaple | —                                |
| 3. |            | Kaple Panny Marie Pomocné | Újezd    | bližší informace o bohoslužbách | 50°36′6″ s. š., 14°34′2″ v. d.   | kaple           | 27943/5-3203 (Pk•MIS•Sez•Obr•WD) |
| 4. |            | Kaple Vzkříšení Páně      | Jestřebí | bližší informace o bohoslužbách | 50°36′30″ s. š., 14°35′1″ v. d.  | kaple           | —                                |
| Některé drobné sakrální stavby a pamětihodnosti lze dohledat zde v databázi Drobné sakrální památky Zaniklé sakrální stavby lze dohledat zde v databázi Poškozené a zničené kostely, kaple a synagogy v České republice |            |                           |          |                                 |                                  |                 |                                  |

Ve farnosti se mohou nacházet i další drobné sakrální stavby, místa římskokatolického kultu a pamětihodnosti, které neobsahuje tato tabulka.

## Farní obvod
Z důvodu efektivity duchovní správy byl vytvořen farní obvod (kolatura) sestávající z přidružených farností spravovaných excurrendo in spiritualibus (ve věcech duchovních) ze Cvikova a in materialibus (ve věcech materiální správy) z Dubé. 
Přehled těchto kolatur je v tabulce farních obvodů českolipského vikariátu.